# Estación El Barreal
El Barreal es una estación de ferrocarril ubicada en el Departamento Minas, provincia de Córdoba, Argentina.

## Servicios
Presta servicios de cargas a través de la empresa estatal Trenes Argentinos Cargas.
Pertenece al Ramal A2 del Ferrocarril Belgrano.